# Коган, Борис Борисович
Борис Борисович (Борух Беркович) Коган (1896, Житомир — 13 ноября 1967, Москва) — российский революционер, партийный деятель и учёный-медик, терапевт, доктор медицинских наук, профессор (1939). Заслуженный деятель науки РСФСР (1960).

## Биография
В 1916 поступил на медицинский факультет Московского университета.
С 1917 года член РСДРП(б). Участник Октябрьской революции и Гражданской войны. В 1917—1920 годах — председатель Житомирского комитета РСДРП (б), председатель подпольного Житомирского ревкома, секретарь Волынского губкома РКП(б). Делегат IX съезда РКП(б) (1920), VII Всероссийского съезда Советов.
В 1923 году окончил медфак 1-го МГУ, работал там же ординатором в клинике социальных и профессиональных болезней и ассистентом.
С 1931 года — на кафедре госпитальной терапии 1-го Московского медицинского института: консультант, ассистент (1931—1935), доцент (1935—1939), профессор и зав. кафедрой (1939—1965).
Был консультантом Лечсануправления Кремля. 12 ноября 1952 года был арестован по «делу врачей». В 1953 году был освобождён и реабилитирован.
С 1965 года — персональный пенсионер.
Заслуженный деятель науки РСФСР (1960). Награждён орденом Трудового Красного Знамени.
Автор монографии «Бронхиальная астма», (М., 1950; 2-е изд., 1959).
Умер 14 ноября 1967 года, похоронен в Москве на Новодевичьем кладбище.
Брат — доктор медицинских наук М. Б. Коган.